# Hold Me Forever (In Memory of My Mom Nancy York Carroll)
Hold Me Forever (In Memory of My Mom Nancy York Carroll) è il novantasettesimo album in studio del chitarrista statunitense Buckethead, pubblicato il 21 luglio 2014 dalla Hatboxghost Music.

## Descrizione
Sessantacinquesimo disco appartenente alla serie "Buckethead Pikes", l'album è un tributo del chitarrista alla propria madre (alla quale Buckethead dedicò l'album Colma del 1998), scomparsa nel 2013.
Si tratta inoltre di uno dei sette album pubblicati dal chitarrista durante il mese di luglio 2014 ed è uscito in contemporanea al precedente Aquarium.

## Tracce
Musiche di Buckethead.
1. N – 3:48
2. Y – 2:36
3. C – 1:42
4. 4 – 4:49
5. ev – 2:02
6. er – 13:38

## Formazione
- Buckethead – chitarra, basso, programmazione